# Pyrota quadrinervata
Pyrota quadrinervata is een keversoort uit de familie van oliekevers (Meloidae). De wetenschappelijke naam van de soort is voor het eerst geldig gepubliceerd in 1866 door Herrera & Mendoza.